# Amaru (revista)
Amaru, revista de artes y ciencias fue una publicación periódica peruana de corte cultural editada por la Universidad Nacional de Ingeniería entre los años 1967 y 1971. Concebida durante el rectorado del arquitecto Santiago Agurto y dirigida por el poeta peruano Emilio Adolfo Westphalen, la revista tuvo una amplia variedad temática que abarcó campos como las artes plásticas, la literatura y la divulgación científica.
En sus catorce números la revista publicó relatos de destacados escritores como es el caso de "Papeles pintados" de Julio Ramón Ribeyro y el primer capítulo de la novela "Conversación en La Catedral" de Mario Vargas Llosa, además de un capítulo de Cien años de soledad de Gabriel García Márquez en condición de adelanto.
Por la calidad de sus colaboradores y los textos en ella publicados, es considerada una revista importante en la historia de la cultura peruana.

## Citas
1. ↑  Corcino, 2017, p. 70.
2. ↑  López, 2012, p. 366.
3. ↑  Corcino, 2017, p. 68.